# Pyhäjärvi (Norra Österbotten)
Pyhäjärvi är en sjö i kommunen Pyhäjärvi i landskapet Norra Österbotten i Finland. Sjön ligger 139,6 meter över havet. Den är 27 meter djup. Arean är 121,79 kvadratkilometer och strandlinjen är 244,53 kilometer lång. Sjön  ingår i Pyhäjoki älvs huvudavrinningsområde.   Den ligger omkring 150 kilometer söder om Uleåborg och omkring 370 kilometer norr om Helsingfors. 
Pyhäjärvi avvattnas av Pyhäjoki älv som rinner till Bottenviken. Kommunhuvudorten Pyhäjärvi ligger vid sjöns norra ände.
Pyhäjärvi är Norra Österbottens landskapssjö.
I sjön finns öarna Kupariluoto, Ollinsaari, Karhusaari, Vanhasaari, Luotosaari, Pietarsaari, Pirttisaari, Kotasaari, Kainuunsaari, Haapasaari, Korpiluoto, Ruhasaari, Tervaluoto, Korpisaari, Savikonluoto, Tulkunsaari, Ohrasaari, Kannassaari, Honkaluoto, Lokinkivi, Keskisaari, Autionluoto, Apajasaari, Harakkasaari, Honkasaari, Kokkosaari, Rapasaari, Mustasaari, Hietasaari, Kalmo, Hossinkallio, Tikansaari, Parvialansaari, Matosaaret, Hiidenkari, Parviaisluoto, Pikku-Sirviö, Sirviönsaari, Kirjavat, Apajasaaret, Särkisaari, Paskosaari, Nuottisaari, Piiponsaari, Lehtisaari, Mustatsaaret, Erkansaari, Marjoluoto, Verkkosaari, Peurasaari, Hämeensaari, Maarasensaari, Korteluoto, Lamposaari, Selkäsaari, Kumpusaari, Likosaaret, Iso-Mykkä, Pikku-Mykkä, Ritosaari, Munasaari, Hevossalo, Heinäsaari, Ruunaluoto, Louhusaari, Halkosaari, Lehtosaari, Kalmosaari och Kiviluoto. 